# Surfin’ Bird
Surfin’ Bird ist ein Song der US-amerikanischen Surfrockband The Trashmen. Der Titel ist eine Kombination aus zwei Rhythm-and-Blues-Titeln der Doo-Wop-Gesangsgruppe The Rivingtons.

## Geschichte
Die schwarze Gesangsgruppe The Rivingtons hatte 1963 mit Papa-Oom-Mow-Mow einen Billboard-Hot-100-Hit. Diesem Erfolg ließen sie den ähnlich aufgebauten Song The Bird’s the Word folgen.
Nachdem die Trashmen bei einem Liveauftritt der Sorensen Brother den Titel The Bird’s the Word zum ersten Mal gehört hatten, spielten sie den Titel auf einem Konzert mit leicht abgeänderten Akkorden, und Schlagzeuger Steve Wahrer sang mit stark verstellter Stimme. Als Wahrer im Lied plötzlich aufhörte zu spielen, improvisierte Tony Andreason und ergänzte die Session mit den seiner Meinung nach akustisch passenden Teilen des Songs Papa-Oom-Mow-Mow, ohne zu wissen, dass beide Titel ursprünglich von derselben Gruppe stammten.
Surfin’ Bird wurde 1963 als Single auf Garrett Records veröffentlicht. Die Single erreichte Platz 4 der Billboard Hot 100 und blieb der einzige Top-10-Hit der Gruppe.
Bei der Erstauflage der Single waren The Trashmen als Autoren des Stückes angegeben. Erst nach rechtlichen Schritten durch die Rivingtons wurden auf späteren Pressungen der Single die ursprünglichen Komponisten angegeben. Dem Erfolg ließ die Band ein gleichnamiges Album folgen. Trotz der beeindruckenden Anzahl von 292 Konzerten im Jahr gelangte das Album nur auf Platz 30 der Charts.

## Text
Im Intro beginnt der Song mit dem Text:
- A-well-a everybody's heard about the bird!

Die Strophen bestehen aus den beiden sich wiederholenden Sätzen:
- Bird, bird, bird, bird
- Bird is the word

gefolgt von dem Refrain
- Don’t you know about the bird?
- Well, everybody knows that the bird is the word

und den eingeworfenen stotternden Fantasiewörtern
- Ah, bap-a-pa-pa-pa-pa-pa-pa-pa-pa-pa-pa-pa-pa-pap
- Ma-ma-mow, pa-pa, ma-ma-mow, pa-pa
- Ma-ma-mow, pa-pa, ma-ma-mow

Der eigentliche Titel des Songs wird nur einmal – ziemlich genau in der Mitte – langgezogen gesprochen, gefolgt von einem mit den Lippen erzeugten Blubbergeräusch.

## Trivia
In der Zeichentrickserie Family Guy wurde seit 2008 wiederholt Bezug auf den Titel genommen. Hierdurch gelangte der Titel 2009 auf Platz 3 der britischen Charts.
Der Titel wird in zahlreichen Filmen und Serien wie Pink Flamingos (1972), Full Metal Jacket (1987), Das Model und der Schnüffler (1988) und Paradies in Flammen (1997) verwendet.
Am 8. Februar 2012 stellte der Videojockey MikeyMike ein Video des Songs Surfin’ Bird auf Youtube ein, das viral ging und bis Anfang 2025 über 46 Millionen Aufrufe erreichte. Das Video zeigt in der ersten Hälfte eine qualitativ schlechte Aufnahme des Songs und in zweiten Hälfte eine geschickt überblendete grotesk-verrückte Performance, die wesentlich zum Erfolg des Videos beitrug. Nachdem viele gedacht hatten, der Künstler in der zweiten Hälfte des Videos sei ein Mitglied der Band The Trashmen, stellte MikeyMike den Sachverhalt am 21. Januar 2024 richtig. Er teilte mit, dass das Video ein Zusammenschnitt eines Videos der Band The Trashmen von 1963 und einer Performance des niederländischen Komikers André van Duin von 1964 sei. Diesem solle die „gebührende Anerkennung“ zukommen.

## Coverversionen
Das Lied wurde von Interpreten wie Ramones, The Cramps, Rudolf Rock & die Schocker, Sodom und Stefan Raab gecovert. Die Plattform cover.info verzeichnete im August 2022 insgesamt 20 Versionen des Liedes, auf secondhandsongs.com waren 32 Versionen verzeichnet.